# انته ۲۳
انته ۲۳ (به آلمانی: Ernte 23) یک برند سیگار ایجاد شده در آلمان است؛ که در حال حاضر توسط ریمتسما، زیرمجموعه امپریال توباکو تولید می‌شود. این برند در سال ۱۹۲۳ پایه‌گذاری گردید.